# Commanderie de Baldock
Pour les articles homonymes, voir Baldock, Baldock (homonymie) et Église Sainte-Marie.
Église Sainte-Marie (Baldock)
La commanderie de Baldock est une commanderie hospitalière anciennement templière à partir de laquelle s'est construite la ville de Baldock.

## Description géographique
Le siège de la commanderie se trouvait à l'emplacement de l'église Sainte-Marie ((en) Church St. Mary The Virgin), à l'intersection de Church street et de Hitchin street. Ne pas confondre avec St Mary's Church of England Junior School au sud-est de cette dernière.

## Historique
Vers 1142, les templiers reçoivent en donation une partie des terres du manoir de Weston appartenant à Gilbert de Clare dit Strongbow. Ils y fondent la ville de Baldock puis à partir de 1199, obtiennent le droit de détenir un marché et d'organiser une foire annuelle contribuant ainsi à l'essor de ce nouveau territoire. Une enquête datant de 1185 mentionne déjà la présence d'un orfèvre, d'un vigneron, et d'un marchand de tissu ainsi qu'un charretier, cinq forgerons, un tanneur, un maçon et six tisserands. Ils possédaient également le droit de haute justice en qualité de seigneurs du lieu et avaient érigé une potence comme l'atteste une pendaison répertoriée en 1277.

## Organisation
Cette commanderie faisait partie de la baillie dite de Weston dont le chef-lieu a été identifié comme étant le manoir de Lannock,.

## Galerie photo

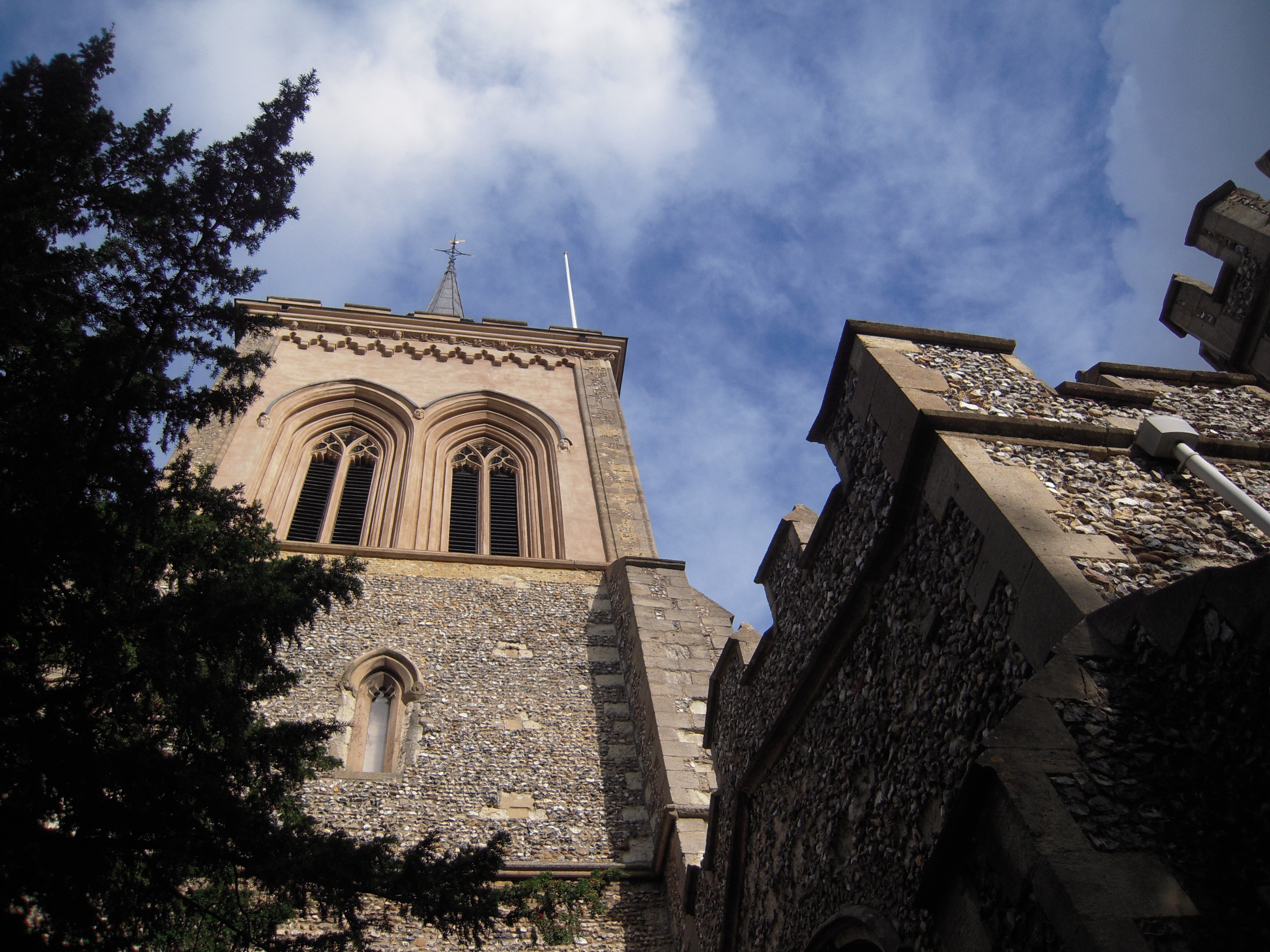
église Sainte Marie à Baldock, clocher du XIVe siècle
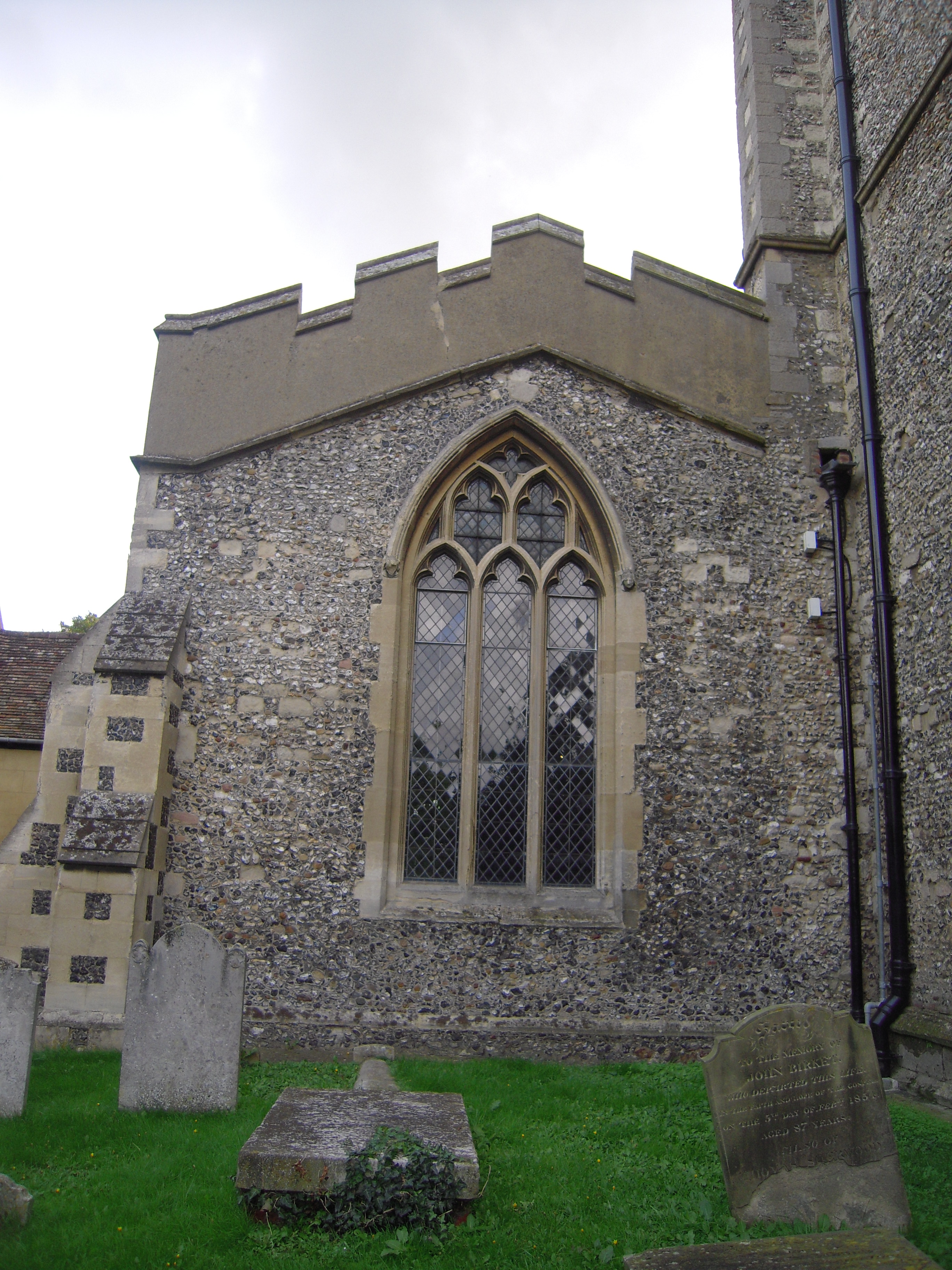
Porche côté Nord, réalisation récente
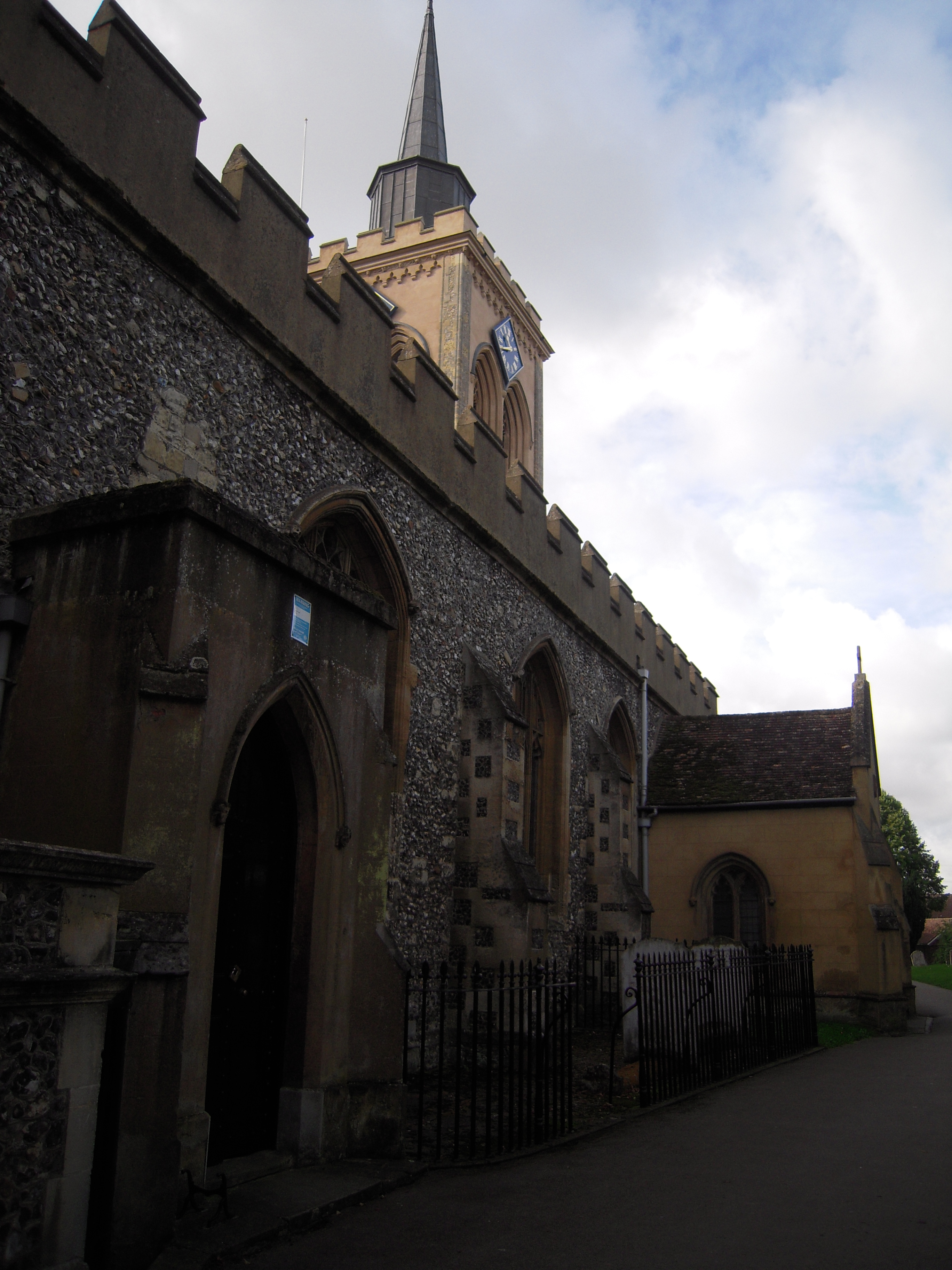
façade Nord, XIVe siècle
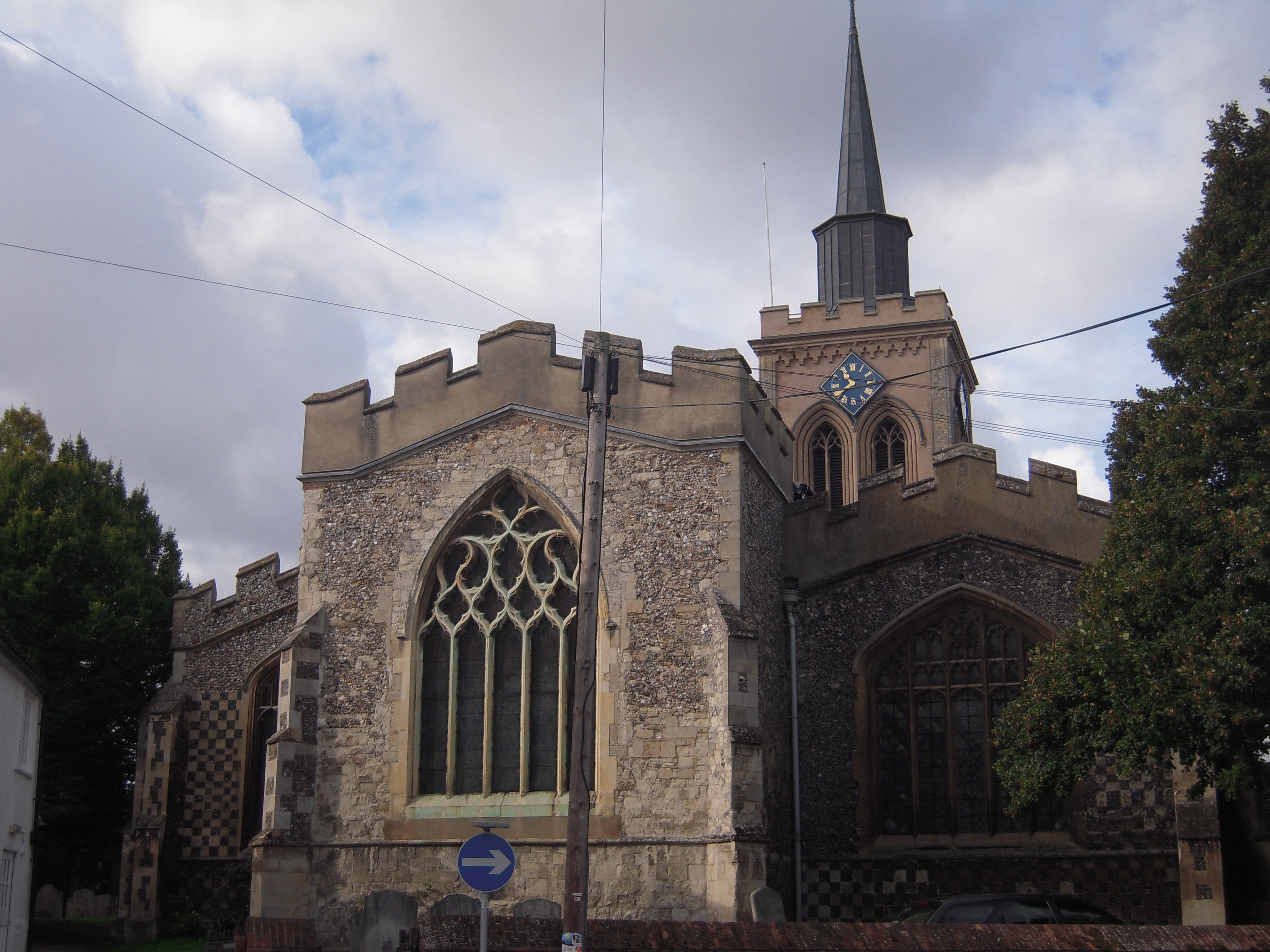
façade Est, XIIIe siècle